# Рамон Грау
Рамон Грау Сан Мартин (на испански: Ramón Grau San Martín) е кубински лекар. Два мандата президент на Куба през 1933 г. и 1944 г.

## Биография
Родителите му са Франсиско Грау Виналс и Пилар Сан Мартин дел Коладо. Бащата на Грау е богат производител на тютюн, който иска Рамон да продължи по неговите стъпки, но самият Рамон иска да стане лекар. Учи в Университета на Хавана и се дипломира през 1908 г. със степен доктор по медицина, след което заминава за Европа, за да подобри медицинските си познания. Завръща се в Куба през 1921 г. и става професор по физиология в университета в Хавана.
През 20-те години на миналия век участва в студентските протести срещу тогавашния президент Херардо Мачадо и е хвърлен в затвора през 1931 г. След освобождаването си е изгонен от Куба, временно емигрирайки в Съединените щати.

### Революция от 1933 г.
След Кубинската революция от 1933 г. Грау първоначално става един от петимата членове на правителството на Пентархията от 1933 г. (5-10 септември 1933 г.). След това на 9 септември 1933 г. след интензивен дебат между различни предложени кандидати е договорено Рамон Грау да бъде следващият президент. Президентството на Грау става известно като стодневното правителство и приключва на 15 януари 1934 г.

### Правителство на сто дни
Правителството на Стоте дни е отчасти смесица от реформистко-умерени личности като Грау и радикали. Правителството на Стоте дни е запомнено главно с леви или прогресивни реформи като установяването на 8-часов работен ден съгласно президентския указ на Грау, повишаване на минималната заплата, национализация на Кубинската електрическа компания, предоставяне на автономия на университета в Хавана, изискване работодателите да наемат най-малко 50 процента от родените в Куба работници, минимална заплата за рязане на захарна тръстика, създаване на на Министерството на труда, задължителен арбитраж на трудови спорове, предоставяне на неограничена квота за захар на малки мелници до 60 000 торби, намаляване на тарифите за електроенергия и започването на програма за аграрна реформа и разрешение за сеченето на монети от 20 милиона долара в сребро.
Въпреки прогресивната програма, правителството е изправено пред значителни политически борби за власт. От една страна, то не е признато от САЩ, второ, все още има други групи, особено членове на традиционните партии като либералната, консервативната и националистическата партия, както и ABC, които или не подкрепят правителството на Грау, или искат по-приобщаваща администрация. И докато началник-щабът на армията Фулхенсио Батиста номинално предава властта на армията на новото правителство, в действителност Батиста води разговори, сключвайки сделки зад гърба със Съмнър Уелс, американския посланик Джеферсън Кафери и други политически групи.
Батиста принуждава Грау да подаде оставка на 15 януари 1934 г. Грау обаче все още поддържа значителна власт в началото на своето президентство и в един случай различни високопоставени членове на кабинета на Грау, както и студенти искат Батиста да бъде отстранен или убит. В допълнение към политическите борби, тежкото състояние на икономиката, дължащо се на депресията от 30-те години на миналия век и огромния дълг, останал от администрацията на Мачадо, има и проблем с прегрупирането на военните.
През 1934 г. Грау основава Кубинска революционна партия (автентична). Неговата племенница Пола Грау Алсина (1915–2000) е Първа дама на Куба по време на първото му президентство.

### Конституция от 1940 г.
Грау допринася за приемането на Конституцията на Куба от 1940 г. През по-голямата част той изпълнява ролята на председател (дори след като неговата коалиция е изтласкана в малцинството след напускането на една от формиращите я партии). В крайна сметка той е заменен от Карлос Маркес Стърлинг.
През 1940 г. Грау се кандидатира на президентските избори и губи от Фулхенсио Батиста. Повечето независими наблюдатели по това време квалифицират изборите от 1940 г. като свободни и честни.

### Избори от 1944 г.
През 1944 г. Грау печели гласовете на президентските избори, побеждавайки Карлос Саладригас Саяс, лично избрания наследник на Батиста, и служи до 1948 г. Въпреки първоначалната му популярност през 1933 г., обвиненията в корупция опетняват имиджа на администрацията му и значителен брой кубинци започват да изпитват недоверие в него.
Когато Грау поема президентството, той е принуден да се справи с много финансови проблеми, оставени от неговия предшественик Батиста. 
През 1947 г. Куба е единствената западна страна, която гласува против създаването на държавата Израел.
След като предава президентския пост на протежето си Карлос Прио през 1948 г., Грау на практика се оттегля от обществения живот. Той се връща отново през 1952 г. за да се противопостави на държавния преврат на Батиста. Грау се кандидатира за президент на изборите през 1954 г. и 1958 г., но се оттегля точно преди всеки изборен ден, твърдейки, че правителството мами. След Кубинската революция и възхода на Фидел Кастро през 1959 г., Грау се оттегля в дома си в Хавана. Той умира на 28 юли 1969 г.